# Анкор-Пойнт (Аляска)
Анкор-Пойнт (англ. Anchor Point) — переписна місцевість (CDP) в США, в окрузі Кенай штату Аляска. Населення — 2105 осіб (2020).

## Географія
Анкор-Пойнт розташований за координатами 59°45′4″ пн. ш. 151°42′8″ зх. д. / 59.75111° пн. ш. 151.70222° зх. д. (59.750979, -151.702153).  За даними Бюро перепису населення США в 2010 році переписна місцевість мала площу 238,22 км², з яких 237,69 км² — суходіл та 0,54 км² — водойми.

## Демографія
Згідно з переписом 2010 року, у переписній місцевості мешкало 1930 осіб у 840 домогосподарствах у складі 518 родин. Густота населення становила 8 осіб/км².  Було 1239 помешкань (5/км²).
Расовий склад населення:
| - 90,2 % — білих - 3,8 % — корінних американців - 0,9 % — азіатів - 0,3 % — чорних або афроамериканців - 0,1 % — вихідців з тихоокеанських островів |

До двох чи більше рас належало 4,4 %. Частка іспаномовних становила 2,2 % від усіх жителів.
За віковим діапазоном населення розподілялося таким чином: 20,5 % — особи молодші 18 років, 65,5 % — особи у віці 18—64 років, 14,0 % — особи у віці 65 років та старші. Медіана віку мешканця становила 47,1 року. На 100 осіб жіночої статі у переписній місцевості припадало 113,3 чоловіків;  на 100 жінок у віці від 18 років та старших — 112,3 чоловіків також старших 18 років.
Середній дохід на одне домашнє господарство  становив 63 260 доларів США (медіана — 51 591), а середній дохід на одну сім'ю — 73 596 доларів (медіана — 62 065). Медіана доходів становила 42 917 доларів для чоловіків та 36 793 долари для жінок. За межею бідності перебувало 10,1 % осіб, у тому числі 13,4 % дітей у віці до 18 років та 4,2 % осіб у віці 65 років та старших.
Цивільне працевлаштоване населення становило 827 осіб. Основні галузі зайнятості: освіта, охорона здоров'я та соціальна допомога — 18,4 %, роздрібна торгівля — 14,9 %, сільське господарство, лісництво, риболовля — 12,9 %, будівництво — 11,5 %.